# Gris bleu de Vienne
Le gris-bleu de Vienne est une race de lapin domestique originaire d’Allemagne. Elle se caractérise par son pelage gris bleuté, et est assez peu répandue.

## Origine
La race est apparue en Allemagne au début du XXe siècle, et fut admise au standard allemand dans les années 1930 sous la dénomination de gris bleu de Vienne. Elle n’est plus reconnue à partir de 1961. En France, le gris bleu de Vienne est issu de croisements récents entre diverses races. Elle est admise au standard français en 1989 mais ne connaît pas réellement d’essor dans le pays.

## Description
Le gris bleu de Vienne est un lapin de taille moyenne qui pèse entre 3,5 et 5,5 kg. Il a un corps cylindrique compact, couvert d’une fourrure dense, assez longue, de couleur gris bleu assez foncé. La tête est forte et large, surtout chez le mâle. Un léger fanon est toléré chez la femelle. Les oreilles sont droites et mesurent entre 11,5 et 13,5 cm. Les yeux sont de couleur gris bleu soutenu.